# Pasajes de la guerra revolucionaria
Pasajes de la guerra revolucionaria és un llibre autobiogràfic del revolucionari Che Guevara sobre les seves experiències durant la Revolució Cubana (1958-1961) i la lluita per a enderrocar la dictadura de Fulgencio Batista. La pel·lícula Che de 2008, protagonitzada per Benicio del Toro, està basada en part en aquest llibre.
Publicat per primera vegada el 1963, és la compilació d'un seguit d'articles de Guevara que havien aparegut a Verde Olivo, una publicació setmanal de les Forces Armades Revolucionàries de Cuba, i a la revista brasilera O Cruzeiro. El llibre va ser traduït a l'anglès l'any 1968 amb el títol de Reminiscences of the Revolutionary War, traduït novament el 1986 com a Episodes of the Cuban Revolutionary War, i de nou el 2005 com a Reminiscences of the Cuban Revolutionary War.
Library Journal va afirmar-ne que «reflecteix la vida d'un home extraordinari i important». Mentre que el crític literari Colm Tóibín en una ressenya a The Observer va subratllar que «per a qualsevol persona interessada en el mite del Che Guevara i en la idea que un grup reduït d'homes decidits puguin fer-se càrrec d'un país, aquest llibre és una lectura imprescindible», i va afegir que «la major part de l'escriptura és clara i senzilla», però el text «té moments potents i poètics» que se centren «en la naturalesa poc glamurosa de la guerra de guerrilles» i mostren la «convicció» i la creença genuïna de Guevara en «l'alfabetització del poble, la reforma agrària i l'assistència sanitària».
| «                     | Guevara és un escriptor brillant i reflexiu. És lúcid, sincer i revelador | » |
| — The Cleveland Press |                                                                           |   |